# Cave (Missouri)
Cave è un villaggio degli Stati Uniti d'America, situato nello Stato del Missouri, nella contea di Lincoln.